# すべての犬は天国へ行く
『すべての犬は天国へ行く』（すべてのいぬはてんごくへいく、EVERY DOG GOES TO HEAVEN）は、ケラリーノ・サンドロヴィッチの戯曲。劇団「ナイロン100℃」により21st Sessionとして東京・本多劇場で2001年4月6日に初演、論創社より2002年8月25日に刊行の同名戯曲集に収録された。第1回朝日舞台芸術賞受賞作。
本作は、殺し合いの果てに男たちが死に絶え、女だけの町となったアメリカ合衆国西部の町で、古びた居酒屋を舞台に、残された女たちの狂気をシリアスかつコミカルに描いた西部劇である。
2015年、劇団「ぬいぐるみハンター」により上演。同年、プラチナ・ペーパーズの堤泰之の演出によってリメイクされた。

## あらすじ
西部開拓時代、ある町の居酒屋兼娼館で、小間使いの母子が掃除に来るところから物語は始まる。殺し合いによって男たちは皆死に、残された女たちは途方に暮れ、ただ酒を飲むほかなく、居酒屋の二階にある売春宿は商売が立ち行かなくなっていた。
彼女たちは男がいた時のようにふるまうが、やがて町の奇妙なバランスがやがて女たちを蝕んでいき、次第に壊れていく。

## 登場人物
- エルザ - アイアン・ビリィ（リメイク版ではアイアン・ビリー）に会いに来た流れ者。早撃ちエルザの異名を持つ[7]。
- エリセンダ - 居酒屋の二階の売春宿で働く娼婦で、娼婦たちのまとめ役。
- クレメンタイン
- エバ
- マリネ - クレメンタインの姉で、酒場にバーテンダーとして勤務している。
- メリィ - エバの娘。
- チビ - 黒人の孤児。自分が男であると信じ切っているが、実際は女性である。
- カトリーヌ
- ガス - 不良女。
- グルーバッハ夫人
- カミーラ - ビリィの妻[8]。
- 医者の妻 - 浮世離れした人物。
- クローディア
- デボア

## 上演
リメイク版はネルケプランニングの松田誠によって提案され、発表に伴い、脚本を担当したケラリーノ・サンドロヴィッチはアイドルがアイドルでなくなるかもしれないことを悩み考え抜いた結果、「なにより、ああした世界にいながらこうした作品に挑んでくれたことを評価。が、問題を挙げればキリがない」と振り返った。
劇中には過激な表現や暴力的な描写が含まれ、リメイク版を担当した乃木坂46の桜井玲香と松村沙友理はラブシーンを演じ、舞台初挑戦となる生駒里奈は、決意表明として、役作りのために前髪を切った。

### 日程

#### オリジナル版（日程）
ナイロン100℃ 21st Sessionとして、2001年4月6日から4月22日まで東京・本多劇場にて上演。 

#### ぬいぐるみハンター版（日程）
ぬいぐるみハンタープロデュース公演として、2015年4月29日から5月10日まで王子小劇場にて上演。

#### リメイク版（日程）
2015年10月1日から12日までAiiA 2.5 Theater Tokyoで上演。

### キャスト

#### オリジナル版（キャスト）
以下は2001年の4月6日から22日までの上演時のキャストである。
- エルザ - 犬山犬子[15]
- エリセンダ - 峯村リエ[15]
- クレメンタイン - 松永玲子[15]
- エバ - 今江冬子[15]
- マリネ - 長田奈麻[15]
- メリィ - 澤田由紀子[要出典]
- チビ - 新谷真弓[15]
- カトリーヌ - 杉山薫[要出典]
- ガス - 村岡希美[15]
- カトリーヌ（グルーバッハ夫人） - 安沢千草[15]
- カミーラ - 明星真由美[要出典]
- 医者の妻 - 横町慶子（ロマンチカ）[要出典]
- クローディア - 森野文子[要出典]
- デボア - 戸川純[要出典]
- 靴屋の少女 - 植木夏十[15]
- 取り巻きA - 皆戸麻衣[15]

#### リメイク版（キャスト）
以下は2015年10月1日から12日まで、AiiA 2.5 Theater Tokyoで上演された舞台のキャストである。上演当時の乃木坂46メンバーは太字で表記。
- メリィ - 生駒里奈[17]
- クレメンタイン - 伊藤万理華[17]
- エルザ - 井上小百合[17]
- ガス - 斉藤優里[17]
- キキ、ボレーロ（男） - 桜井玲香（1人2役）[18]
- カトリーヌ、新聞配達の少女 - 新内眞衣（1人2役）[19]
- クローディア - 松村沙友理[20]
- マリネ - 若月佑美[17]
- エリセンダ - 東風万智子[17]
- カミーラ - 猫背椿[17]
- エバ - 柿丸美智恵[17]
- リトルチビ - ニーコ[17]
- グルーバッハ夫人 - 山下裕子[17]
- デボア - 鳥居みゆき[21]
- アンサンブル - 甚古萌[16]
- アンサンブル - 音華花（ex. ナト☆カン）[16]
- アンサンブル - 榎本美鈴[16]
- アンサンブル - 谷松香苗[16]
- アンサンブル - 伊藤桃花[16]
- アンサンブル - 山田琴美[16]

### スタッフ

#### オリジナル版（スタッフ）
- 脚本・演出 - ケラリーノ・サンドロヴィッチ[15]
- 振り付け - 長田奈麻、横町慶子[要出典]
- 制作 - 花澤理恵[要出典]
- 製作 - シリーウォーク[要出典]

#### リメイク版（スタッフ）
- 脚本 - ケラリーノ・サンドロヴィッチ[2]
- 演出 - 堤泰之[2]
- 制作 - ネルケプランニング[2]

### 評価

#### リメイク版（評価）
香月孝史はリメイク版を「キャストが『アイドル』という枠組みから外れて俳優として立ち回るための基盤の足掛かり」と位置づけ、「アイドルと言うイメージからの脱却ではなく、アイドルと言うイメージの拡張である」とした。
香月は、リメイク版の内容について「救いようのなさとコメディを両立させることが困難であることを示した作品だからこそ、東風万智子ら客演メンバーの力がなくては成り立たなかった」とし、陰鬱かつ閉鎖的な秀作と評した。
実際、ラストシーンに登場する5人のうち4人は客演メンバーであり、重要な役回りを演じるデボアがその一人に含まれていたことについて、香月はアイドルを主演に据えることよりも戯曲と演出を尊重することを優先したとみており、リメイク版にとって必要不可欠だったと評している。

### 受賞歴

#### オリジナル版（受賞歴）
- 第1回朝日舞台芸術賞（ケラリーノ・サンドロヴィッチ）[24][注 1]

#### ぬいぐるみハンター版（受賞歴）
- 2015年度佐藤佐吉賞[25][26]
  - 最優秀作品賞
  - 最優秀舞台美術賞（伊藤健太）
  - 最優秀主演女優賞（ザンヨウコ）

## 書誌情報
- すべての犬は天国へ行く（2002年8月25日、論創社、ISBN 978-4-8460-0269-5） - 「テイク・ザ・マネー・アンド・ラン」を併録